# Сибія
Си́бія (Actinodura) — рід горобцеподібних птахів родини Leiothrichidae. Представники цього роду мешкають в Південній і Південно-Східної Азії.

## Види
Виділяють дев'ять видів:
- Мінла рудоголова (Actinodura strigula)
- Сибія бірманська (Actinodura ramsayi)
- Сибія рудолоба (Actinodura egertoni)
- Сіва (Actinodura cyanouroptera)
- Сибія непальська (Actinodura nipalensis)
- Сибія чорноголова (Actinodura sodangorum)
- Сибія велика (Actinodura souliei)
- Сибія юнанська (Actinodura waldeni)
- Сибія тайванська (Actinodura morrisoniana)

## Етимологія
Наукова назва роду Actinodura походить від сполучення слів дав.-гр. ακτινωδης — променистий і ουρα — хвіст.